# 劉皇后 (石虎)
劉皇后（りゅうこうごう、318年 - 349年）は、後趙の皇帝（天王）石虎（武帝）の最後の皇后（天王后）。父は前趙の皇帝劉曜。

## 生涯

### 前趙での出生から石虎の后となるまで
前趙で劉曜の皇帝即位と前後して生まれ、安定公主に封じられた。容姿ははなはだ美しかったという。
328年12月、劉曜は洛陽において後趙に敗れ、捕らえられて殺害された。皇太子劉煕や南陽王劉胤は長安から撤退して上邽に逃れ、安定公主もまたこれに従った。
329年9月、中山公石虎が上邽を攻め落とし、前趙を完全に滅ぼした。この時、安定公主は戎昭将軍張豺に捕らえられ、襄国に送られた。やがて、彼女は石虎により見初められ、妾として迎え入れられると、大いに寵愛を受けた。
339年、石虎の末子となる石世を生み、彼女自身は昭儀に立てられた。
348年8月、天王太子石宣が秦王石韜を殺害した罪により処刑された。この時、劉氏は石虎と共に中台に昇って処刑の様子を見物した。
9月、石宣誅殺に伴い、石虎は群臣と共に誰を新たな皇太子に立てるか議論を行った。当初は燕公石斌・彭城公石遵がその最有力候補となったが、劉氏を捕らえた張本人である張豺は、石世・劉氏を擁立して自らが輔政の任に就くことを目論んだ。彼の画策により、最終的に石世は皇太子に立てられ、劉氏は皇后に立てられた。

### 皇后時代
349年4月、石虎の病が篤くなると、張豺・石斌・石遵の3名が石世の輔政を託された。だが、劉皇后は石斌や石遵が政変を起こすのではないかと恐れ、張豺と共に石斌らの排除を目論んだ。この時、石斌は襄国におり、石虎が重病であることを知らなかったので、劉皇后らは彼を欺こうとして使者を派遣して「主上（石虎）の病は次第に快方へ向かっております。王（石斌）は猟でも嗜みながらしばし留まってはいかがでしょう」と伝えさせた。石斌はもともと猟を好んで酒を嗜む性質であったので、これを聞いて安心しきり、酒宴や狩猟に耽るようになった。劉皇后らは詔を矯め、石斌には忠孝の心がないとして、官を辞して邸宅に謹慎するよう命じた。さらに、張豺の弟である張雄に強兵500人を与えると、石斌宅を監視させた。
ある時、石虎は一時的に体調が恢復したので西閤へ出ると、200人余りの龍騰中郎（皇帝の身辺を守る兵士）が列をなして石虎へ拝した。石虎が「何だね」と問うと、彼らは「聖体（石虎の体）が安んじられておりませんので、燕王（石斌）を宿衛（宮廷を守備する者）として迎え入れ、兵馬を指揮させられますよう」と要請した。またある者は「燕王を皇太子とすることを乞います」と懇願し、劉皇后や張豺の排斥を目論んだ。これを受け、石虎は「燕王は宮殿内に居ないのか。召し出せ！」と命じたが、石虎の側にいる重臣はみな劉皇后の息がかかっていたので「王（石斌）は酒に耽っておられ、入朝出来ません」と答えた。すると石虎は「輦（天子の車）を出して迎えさせればよいだろう」と命じたが、彼らは遂に実行する事は無く、やがて石虎は立ち眩みがして宮殿へ戻ってしまった。その後、劉皇后らは再び詔を矯め、張雄に命じて石斌を殺害させた。
石遵もまた父の危篤を知って幽州から鄴へ到来したが、劉皇后らは石虎に会うことを禁じ、朝堂に押し留めた。そして、石遵に禁兵3万を与えると、石虎の命と偽ってすぐさま関中へ赴任するよう命じた。石遵は命令に背くわけにもいかず、涕泣して鄴を去るしかなかった。この日、石虎は病が少し良くなったので、近臣へ「遵（石遵）はまだ来ないかね」と問うたが、みな劉皇后の息がかかっていたので 「既に出立されて久しいです」と言うのみであった。石虎は嘆息して「これに会えないのが恨めしい！」と言ったという。
その後、劉皇后はまたも詔を矯めて張豺を太保・都督中外諸軍事・録尚書事に任じた。これらは霍光の故事にならうものであった。
彼女らの横暴な振る舞いを目の当たりにした侍中徐統は「まさに乱が始まるであろう。我はこれには預からぬ」と嘆き、毒薬を飲んで自殺したという。

### 皇太后時代
やがて349年4月のうちに石虎が崩御すると、予定通り石世が即位し、劉皇后は皇太后に立てられた。石世はまだ11歳だったので、劉皇太后が垂簾聴政を行い、張豺と共に朝権を掌握した。劉皇太后は朝廷に臨むと、張豺を丞相に任じたが、張豺は石遵や義陽王石鑑（石遵の異母兄）が不満を抱いているのを危惧し、石遵を左丞相に、石鑑を右丞相に任じて慰撫するよう建議し、劉皇太后はこれに従った。
張豺は朝廷において一定の影響力を持っていた司空李農の存在を疎ましく思い、彼の誅殺を目論んだが、李農はこれを事前に察知して広宗へと逃走し、乞活の残党数万を率いて上白城に籠城した。劉皇太后は張挙に命じ、宿衛の諸軍を与えて上白城を包囲させた。
5月、河内に駐屯していた石遵は帝位簒奪を目論み、李城において挙兵すると、武興公石閔を前鋒として9万の兵を率い、鄴へ向けて進撃した。さらに洛州刺史劉国は石遵の挙兵を知り、洛陽の兵を率いて呼応し、これに合流した。石遵の到来を知ると、鄴にいる後趙の旧臣や羯族の兵はみな敵方へ寝返ってしまった。この事態に、劉皇太后は張豺を招き寄せると、悲しみ嘆いて「先帝（石虎）の殯はいまだ終わっていないのに、禍難がここに至りました！ 今、嗣子（石世）は沖幼であり、頼みとなるのは将軍（張豺）です。将軍はこれをどう対処なさいますか。遵（石遵）へ重位を加えてやれば、これを鎮めることは出来るでしょうか？」と問うたが、張豺は恐れおののいてどうしていいか分からず、ただ「唯々（はい、はい）」と何も考えずに頷くのみであった。
結局、劉皇太后らは抗戦を諦め、詔を下して石遵を丞相・領大司馬・大都督・中外諸軍事・録尚書事に任じ、黄鉞・九錫を加えることで混乱を鎮めようとした。こうして石遵は抵抗も受けずに鄴へ入城を果たすと、張豺を処断すると共に、劉皇太后の命と称して「嗣子（石世）は幼沖であり、先帝の私恩により世継ぎとされたものの、皇業とは重いものであり、とても耐えうるものではない。そのため、遵（石遵）に継がせるものとする」と宣言させた。これにより石遵は帝位に即くと、石世を廃して焦王に封じ、劉皇太后を廃して太妃とした。間もなく劉皇太后は石世と共に殺害された。

## 男子
- 石世

## 伝記資料
- 『晋書』石虎載記
- 『十六国春秋』
- 『資治通鑑』